# Бернед, Артур
Артур Бернед (фр. Arthur Bernède; 1871—1937) — французский писатель XX века. Наиболее известны его романы «Бельфегор» и «Видок».

## Биография
Родился 5 января 1871 в городе Редон в семье фермера. Окончил коллеж Св. Спасителя в Редоне. В 1889–1890 годах прошел военную службу в Ренне.
В 1890 году перебрался в Париж. Посещал лекции в Парижской консерватории (среди педагогов – Габриэль Форе), выступал как оперный певец (с 1893). Однако возникли проблемы с голосом, и Бернед был вынужден отказаться от музыкальной карьеры.
С 1897 по 1901 год работал чиновником в мэрии Парижа, но был уволен в связи с одним инцидентом, связанным с посещением мэрии президентом Южно-Африканской республики Паулем Крюгером .

### Литературное творчество
Бернед ещё в школьные годы сочинял стихи, которые публиковались в местной прессе. В 1893–1914 годах написал ряд оперных либретто (первым опытом стала опера Сен-Санса «Фринея»). Работал как драматург. В 1892 году был опубликован первый сборник его рассказов (Contes à Nicette).

### Работа в кино
Всего Бернед написал сценарии к 20 фильмам, в том числе к фильму «Феррагюс» (по повести Бальзака, 1923) и «Отверженные» (по роману Гюго, 1925).
Среди наиболее известных экранизаций произведений Бернеда — фильм Луи Фейада «Жюдекс» (1917).
В 1919 году совместно с Гастоном Леру и актером Рене Наварром основал кинематографическую компанию Société des Cinéromans.
Артур Бернед умер в Париже 20 марта 1937 года от сердечного приступа. Похоронен на кладбище Л’Э-ле-Роз.

### Личная жизнь
Артур Бернед был женат два раза. Первый раз женился в 1894 году, в этом браке, который продлился 6 лет, у него родилась дочь. Второй раз женился в 1910 году.

## Некоторые произведения
- Сердце француженки (Le Coeur d’une Française) (1912)
- Жюдекс (Judex) (1917)
- Мандрен (Mandrin) (1924)
- Видок (Vidocq) (1923)
- Сюркуф — король корсаров (Surcouf, roi des corsaires) (1925)
- Бельфегор — призрак Лувра (Belphégor) (1927), русский перевод 2016[2]
- Человек в железной маске (L'homme au masque de fer) (1930)

## Интересные факты
В 1893 году Бернед получил от Жюля Верна разрешение на переработку для театра его романа «Пятнадцатилетний капитан», однако пьеса так и не была написана.